# Escoriani
Escoriani ist eine Ortschaft im Departamento Potosí im Hochland des südamerikanischen Anden-Staates Bolivien.

## Lage
Escoriani ist eine Bahnstation im Municipio Atocha in der Provinz Sur Chichas. Die heute fast menschenleere Ortschaft liegt in einer Höhe von 4056 m am Flusslauf des Río Guadalupe, einem der Quellflüsse des Río Tupiza. Escoriani war früher der Ort einer Silberschmiede, bis die Vorkommen so weit erschöpft waren, dass ein weiterer Abbau sich nicht lohnte.

## Geographie
Escoriani liegt auf dem bolivianischen Altiplano in den nördlichen Ausläufern der Anden-Gebirgskette der Cordillera de Lípez. Das Klima der Region ist arid und weist ein deutliches Tageszeitenklima auf.
Die mittlere Jahrestemperatur der Region liegt bei 11 °C (siehe Klimadiagramm Atocha), mit einem Monatsdurchschnittswert von 6 bis 7 °C im Juni/Juli und gut 13 °C von November bis März. Der Jahresniederschlag beträgt niedrige 200 mm, wobei die Monate April bis Oktober nahezu niederschlagsfrei sind. Nur von November bis März fallen nennenswerte Niederschläge, mit einem Maximum von 50 mm Monatsniederschlag im Januar. 

## Verkehrsnetz
Escoriani liegt in einer Entfernung von 327 Straßenkilometern südwestlich von Potosí, der Hauptstadt des gleichnamigen Departamentos.
Von Potosí aus führt die Nationalstraße Ruta 5 in südwestlicher Richtung 208 Kilometer bis Uyuni, von dort die Ruta 21 über weitere 96 Kilometer bis Atocha. Von Atocha aus führt eine Landstraße in südöstlicher Richtung entlang der alten Bahnlinie 23 Kilometer bis Escoriani. Bei Escoriani teilt sich die von Norden heranführende Straße, ein Teil des geringen Fahrzeugverkehrs führt nach Südwesten zu den Ortschaften und noch intakten Zink- und Silberminen in der Provinz Sur Lípez.

## Bevölkerung
Die Ortschaft ist seit der Aufgabe der Silberschmelze nahezu menschenleer, im vergangenen Jahrzehnt hat jedoch wieder eine Ansiedlung stattgefunden:
| Jahr | Einwohner   | Quelle       |
| ---- | ----------- | ------------ |
| 1992 | keine Daten | Volkszählung |
| 2001 | 2           | Volkszählung |
| 2012 | 21          | Volkszählung |
| 2024 |             | Volkszählung |